# كأس لوكسمبورغ 2015–16
كأس لوكسمبورغ 2015–16 هو موسم من كأس لوكسمبورغ. كان عدد الأندية المشاركة فيه 104، وفاز فيه إف91 دوديلانج.